# Nguyễn Thị Uyên Trang
Nguyễn Thị Uyên Trang (sinh ngày 31 tháng 8 năm 1982) là nữ Đại biểu Quốc hội nước Cộng hòa xã hội chủ nghĩa Việt Nam. Bà hiện là Tỉnh ủy viên, Giám đốc Sở Văn hóa, Thể thao và Du lịch tỉnh Tiền Giang, Ủy viên Ủy ban Văn hoá, Giáo dục của Quốc hội, Đại biểu Quốc hội khóa XV từ Tiền Giang. Bà từng là Ủy viên Ban Thường vụ Trung ương Đoàn Thanh niên Cộng sản Hồ Chí Minh, Bí thư Tỉnh đoàn Tiền Giang.
Nguyễn Thị Uyên Trang là đảng viên Đảng Cộng sản Việt Nam, học vị Thạc sĩ Kinh tế, Cao cấp lý luận chính trị. Bà có sự nghiệp xuất phát điểm từ công tác thanh niên, hoạt động 20 năm rồi chuyển sang công tác Đảng địa phương.

## Xuất thân và giáo dục
Nguyễn Thị Uyên Trang sinh ngày 31 tháng 8 năm 1982 tại xã Bình Đông, thành phố Gò Công, tỉnh Tiền Giang. Bà lớn lên và tốt nghiệp phổ thông ở Gò Công, theo học đại học tại Thành phố Hồ Chí Minh, tốt nghiệp Cử nhân Kinh tế, sau đó tiếp tục học cao học và nhận bằng Thạc sĩ Kinh tế. Bà được kết nạp Đảng Cộng sản Việt Nam vào ngày 3 tháng 2 năm 2006, trở thành đảng viên chính thức sau đó 1 năm, từng theo học các khóa chính trị ở Học viện Chính trị Quốc gia Hồ Chí Minh và tốt nghiệp Cao cấp lý luận chính trị. Hiện bà thường trú ở xã Trung An, thành phố Mỹ Tho, tỉnh Tiền Giang.

## Sự nghiệp
Tháng 1 năm 2002, Nguyễn Thị Uyên Trang bắt đầu công tác Đoàn Thanh niên Cộng sản Hồ Chí Minh, được bầu làm Ủy viên Ban Chấp hành Huyện đoàn Gò Công Đông, tỉnh Tiền Giang. Hơn 3 năm sau, vào tháng 8 năm 2005, bà được bầu làm Ủy viên Thường vụ Huyện đoàn, đến tháng 8 năm 2009 thì giữ chức Phó Bí thư Huyện đoàn Gò Công Đông, rồi nhậm chức Bí thư Huyện đoàn, Ủy viên Ban Chấp hành Tỉnh đoàn Tiền Giang từ tháng 4 năm 2012. Bà cũng là Bí thư Chi bộ Huyện đoàn, được bầu vào Ban Chấp hành Đảng bộ huyện Gò Công Đông từ tháng 3 năm 2013. Tháng 9 năm 2015, bà được điều lên Tỉnh đoàn, nhậm chức Phó Bí thư Tỉnh đoàn Tiền Giang, được bầu vào Ban Chấp hành Đảng bộ tỉnh Tiền Giang tại Đại hội Đảng bộ tỉnh lần thứ X, nhiệm kỳ 2015–2020, và là Ủy viên Ban Chấp hành Trung ương Đoàn, Bí thư Chi bộ, Bí thư Tỉnh đoàn Tiền Giang từ tháng 1 năm 2016.
Tháng 10 năm 2020, Nguyễn Thị Uyên Trang tái đắc cử Tỉnh ủy viên tại Đại hội Đảng bộ tỉnh lần thứ XI, nhiệm kỳ 2020–2025, tiếp tục là Bí thư Tỉnh đoàn, được bầu vào Ban Thường vụ Trung ương Đoàn. Sang 2021, bà được Ủy ban Mặt trận Tổ quốc Việt Nam tỉnh giới thiệu tham gia ứng cử đại biểu quốc hội từ Tiền Giang, bầu cử ở đơn vị bầu cử số 3 gồm thành phố Gò Công, huyện Chợ Gạo, Gò Công Tây, Gò Công Đông, Tân Phú Đông, rồi trúng cử Đại biểu Quốc hội khóa XV với tỷ lệ 69,28%. Trong nhiệm kỳ này, bà cũng là Ủy viên Ủy ban Văn hoá, Giáo dục của Quốc hội. Tháng 1 năm 2022, bà miễn nhiệm công tác thanh niên, được điều chuyển làm Phó Trưởng ban thường trực Ban Tuyên giáo Tỉnh ủy Tiền Giang kiêm nhiệm chức vụ Giám đốc Sở Văn hóa, Thể thao và Du lịch tỉnh Tiền Giang.